# Morti nel 1758
| Questa pagina contiene informazioni ricavate automaticamente dalle voci biografiche con l'ausilio del template Bio e di un bot. L'aggiornamento è periodico e automatico e ricostruisce completamente la pagina. Se manca una persona in questa lista, sei pregato di non aggiungerla, ma accertati piuttosto che la sua voce biografica contenga il template Bio e che i dati anagrafici siano correttamente compilati. Se il template Bio manca, inseriscilo tu stesso o, in alternativa, metti l'avviso {{tmp\|Bio}} che ne segnala la mancanza. Se i dati riportati sono sbagliati, correggi direttamente la voce biografica; le modifiche saranno visibili in questa lista entro pochi giorni. Per chiarimenti vedi il progetto biografie. La lista contiene solo le 93 persone che sono citate nell'enciclopedia e per le quali è stato implementato correttamente il template Bio. Pagina aggiornata al 18 lug 2025. |

## Gennaio(6)
- 1º gennaio - Antonio Cocchi, medico, naturalista e scrittore italiano (n. 1695)
- 16 gennaio - Giovanni Ferrini, cembalaro italiano (n. 1698)
- 17 gennaio - James Hamilton, VI duca di Hamilton, nobile scozzese (n. 1724)
- 18 gennaio - Giovanni Antonio Bianchi, letterato e teologo italiano (n. 1686)
- 20 gennaio - Francesco Eboli, duca di Castropignano, nobile e militare italiano (n. 1693)
- 30 gennaio - Luigi Mattei, cardinale e nobile italiano (n. 1702)

## Febbraio(6)
- 3 febbraio - Gabriele III Malaspina, nobile italiano (n. 1695)
- 5 febbraio - Ferdinand Julius von Troyer, cardinale e vescovo cattolico austriaco (n. 1698)
- 15 febbraio - Jean-Sylvain Cartaud, architetto francese (n. 1675)
- 18 febbraio - Isaac-Joseph Berruyer, gesuita, storico e scrittore francese (n. 1681)
- 20 febbraio - Claude-Jacques Herbert, economista francese (n. 1700)
- 28 febbraio - Francesco Maria Raineri, pittore italiano (n. 1676)

## Marzo(11)
- 2 marzo - Pierre Guérin de Tencin, cardinale e arcivescovo cattolico francese (n. 1680)
- 2 marzo - Johann Baptist Zimmermann, pittore e stuccatore tedesco (n. 1680)
- 6 marzo - Henry Vane, I conte di Darlington, politico inglese (n. 1705)
- 18 marzo - Matthew Hutton, arcivescovo anglicano inglese (n. 1693)
- 22 marzo - Jonathan Edwards, filosofo e teologo statunitense (n. 1703)
- 22 marzo - Richard Leveridge, basso e compositore inglese (n. 1670)
- 25 marzo - Domenico Selva, italiano
- 26 marzo - Jean-Baptiste Franque, architetto francese (n. 1683)
- 28 marzo - Friedrich Wilhelm von Dossow, generale prussiano (n. 1669)
- 29 marzo - Giorgio Augusto di Erbach-Schönberg, nobile tedesco (n. 1691)
- 31 marzo - Nicola Cioffi, arcivescovo cattolico italiano (n. 1697)

## Aprile(5)
- 8 aprile - Giovanna Battista Solimani, religiosa italiana (n. 1688)
- 8 aprile - Luisa Anna di Borbone-Condé, nobile francese (n. 1695)
- 18 aprile - Lorenz Heister, chirurgo e botanico tedesco (n. 1683)
- 22 aprile - Antoine de Jussieu, naturalista e medico francese (n. 1686)
- 23 aprile - Nicola Maria Rossi, pittore italiano (n. 1690)

## Maggio(6)
- 3 maggio - Papa Benedetto XIV, papa, arcivescovo cattolico e cardinale italiano (n. 1675)
- 7 maggio - Carolina di Erbach-Fürstenau, sovrana tedesca (n. 1700)
- 10 maggio - Christian Gottlieb Jöcher, bibliotecario e lessicografo tedesco (n. 1694)
- 19 maggio - George Werner, architetto tedesco (n. 1682)
- 20 maggio - Henrik Benzelius, arcivescovo luterano e teologo svedese (n. 1689)
- 28 maggio - Ernesto Augusto II di Sassonia-Weimar-Eisenach, duca (n. 1737)

## Giugno(4)
- 2 giugno - Francesco Gonzaga, nobile italiano (n. 1684)
- 12 giugno - Augusto Guglielmo di Prussia, generale prussiano (n. 1722)
- 18 giugno - Bernardino de Bernardis, vescovo cattolico italiano (n. 1699)
- 27 giugno - Michelangelo Unterperger, pittore austriaco (n. 1695)

## Luglio(3)
- 3 luglio - Beltrame Cristiani, politico e diplomatico italiano (n. 1702)
- 9 luglio - José Manuel da Câmara d'Atalaia, cardinale e patriarca cattolico portoghese (n. 1686)
- 15 luglio - Giambattista Crosato, pittore e scenografo italiano (n. 1686)

## Agosto(7)
- 13 agosto - Hekimoğlu Ali Pascià, politico e militare ottomano (n. 1689)
- 15 agosto - Pierre Bouguer, matematico, geofisico e geodeta francese (n. 1698)
- 15 agosto - Giovanni Battista Marchetti, architetto italiano (n. 1686)
- 17 agosto - Stepan Fëdorovič Apraksin, generale, diplomatico e politico russo (n. 1702)
- 21 agosto - Camillo Olivieri, vescovo cattolico italiano (n. 1680)
- 24 agosto - Bartolomeo Nazari, pittore italiano (n. 1693)
- 27 agosto - Maria Barbara di Braganza, principessa portoghese (n. 1711)

## Settembre(4)
- 3 settembre - Henry Howard, IV conte di Carlisle, nobile e politico britannico (n. 1694)
- 7 settembre - Domenico Antonio Thun, vescovo cattolico italiano (n. 1686)
- 16 settembre - Silvia Balletti, attrice teatrale francese (n. 1701)
- 30 settembre - Alberico Archinto, cardinale e arcivescovo cattolico italiano (n. 1698)

## Ottobre(12)
- 2 ottobre - Carlo De Dominicis, architetto italiano (n. 1696)
- 4 ottobre - Giuseppe Antonio Brescianello, compositore e violinista italiano
- 14 ottobre - Federico Francesco di Brunswick-Wolfenbüttel, generale tedesco (n. 1732)
- 14 ottobre - Domenico Gizzi, compositore e cantante castrato italiano (n. 1680)
- 14 ottobre - Guglielmina di Prussia, prussiana (n. 1709)
- 14 ottobre - James Francis Edward Keith, generale scozzese (n. 1696)
- 15 ottobre - Alessandro Toeschi, violinista italiano (n. 1700)
- 19 ottobre - Agostino Masucci, pittore italiano
- 20 ottobre - Charles Spencer, III duca di Marlborough, nobile, politico e militare britannico (n. 1706)
- 25 ottobre - Ichikawa Danjūrō II, attore teatrale giapponese (n. 1688)
- 27 ottobre - Michel-Ange Slodtz, scultore francese (n. 1705)
- 28 ottobre - Alvise Foscari, patriarca cattolico italiano (n. 1679)

## Novembre(8)
- 4 novembre - Carlo Maria Sacripante, cardinale e vescovo cattolico italiano (n. 1689)
- 5 novembre - Hans Egede, missionario, esploratore e vescovo luterano norvegese (n. 1686)
- 6 novembre - Enrico XXXV di Schwarzburg-Sondershausen, nobile (n. 1689)
- 12 novembre - Nicola Michetti, architetto italiano
- 17 novembre - Gian Giacomo Veneroso, doge (n. 1701)
- 20 novembre - Johan Helmich Roman, compositore, violinista e oboista svedese (n. 1694)
- 22 novembre - Richard Edgcumbe, politico inglese (n. 1680)
- 27 novembre - Senesino, cantante castrato italiano (n. 1686)

## Dicembre(7)
- 2 dicembre - Joseph Meck, compositore e violinista tedesco (n. 1690)
- 6 dicembre - Johann August Bach, giurista, storico e filologo tedesco (n. 1721)
- 12 dicembre - Françoise de Graffigny, scrittrice francese (n. 1695)
- 16 dicembre - Andrzej Stanisław Załuski, vescovo cattolico polacco (n. 1695)
- 23 dicembre - Clemente Argenvilliers, cardinale italiano (n. 1687)
- 25 dicembre - James Hervey, presbitero, teologo e letterato inglese (n. 1714)
- 26 dicembre - François-Joseph de Chancel, drammaturgo e scrittore francese (n. 1677)

## Senza giorno specificato(14)
- Muhammad Awzal, poeta e scrittore marocchino (n. 1680)
- Antonio Benevoli, medico italiano (n. 1685)
- Boromakot, sovrano siamese (n. 1681)
- Giuseppe Ferdinando Brivio, compositore, direttore d'orchestra e violinista italiano (n. 1699)
- Theophilus Cibber, attore teatrale e commediografo inglese (n. 1703)
- Johann Friedrich Fasch, violinista e compositore tedesco (n. 1688)
- Erasmus Fröhlich, storico, numismatico e gesuita austriaco (n. 1700)
- Giuseppe Imer, attore teatrale italiano (n. 1700)
- Francesco Mancini, pittore italiano (n. 1679)
- Samuel Masham, 1º Barone Masham, nobiluomo inglese
- Pierre Migeon IV, ebanista francese (n. 1696)
- Naili Abdullah Pascià, politico ottomano
- Giuseppe Rusconi, scultore svizzero (n. 1688)
- Nikolaj Grigor'evič Stroganov, politico russo (n. 1700)